# Koepoortbrug (Delft)

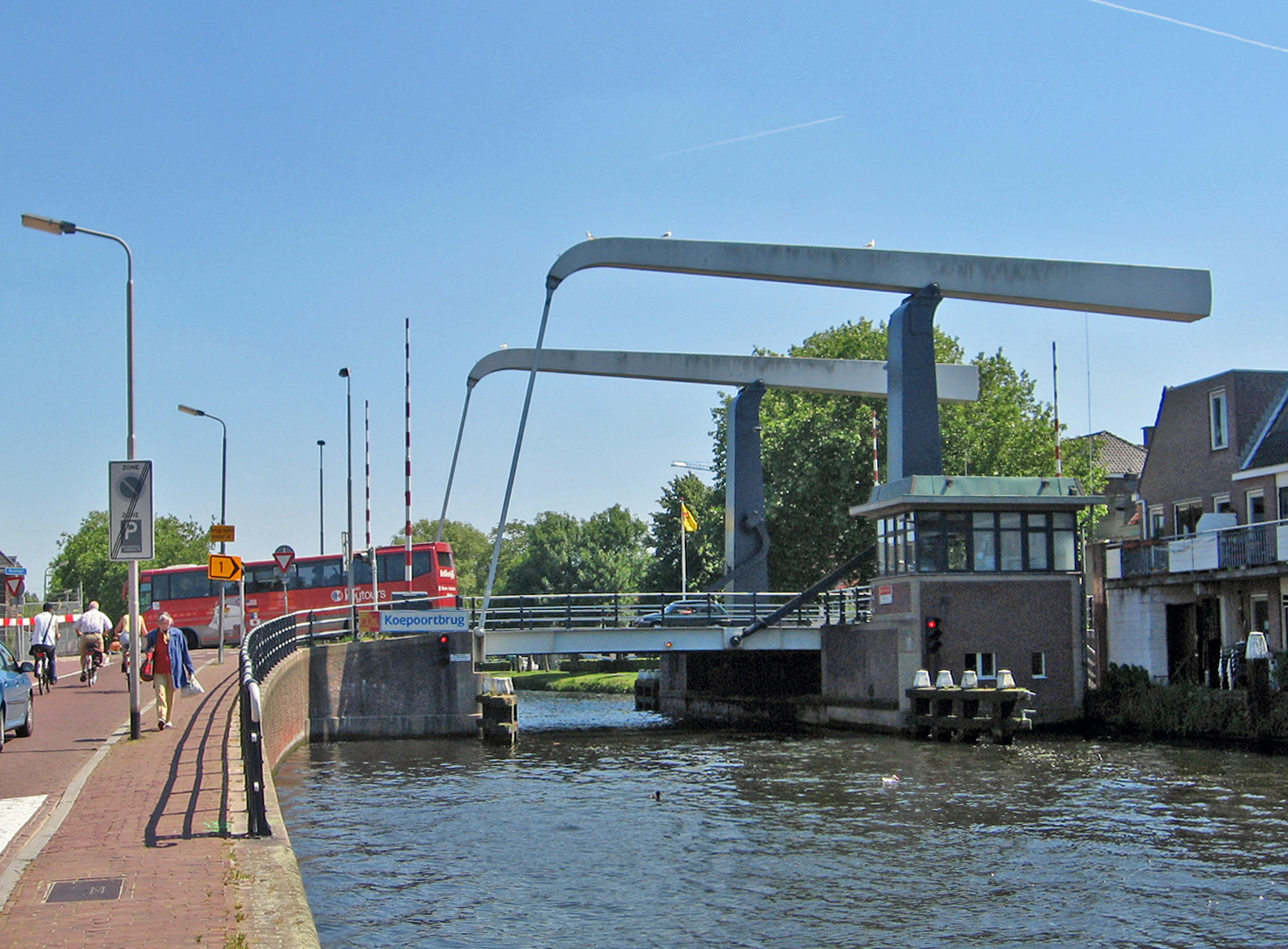
Koepoortbrug

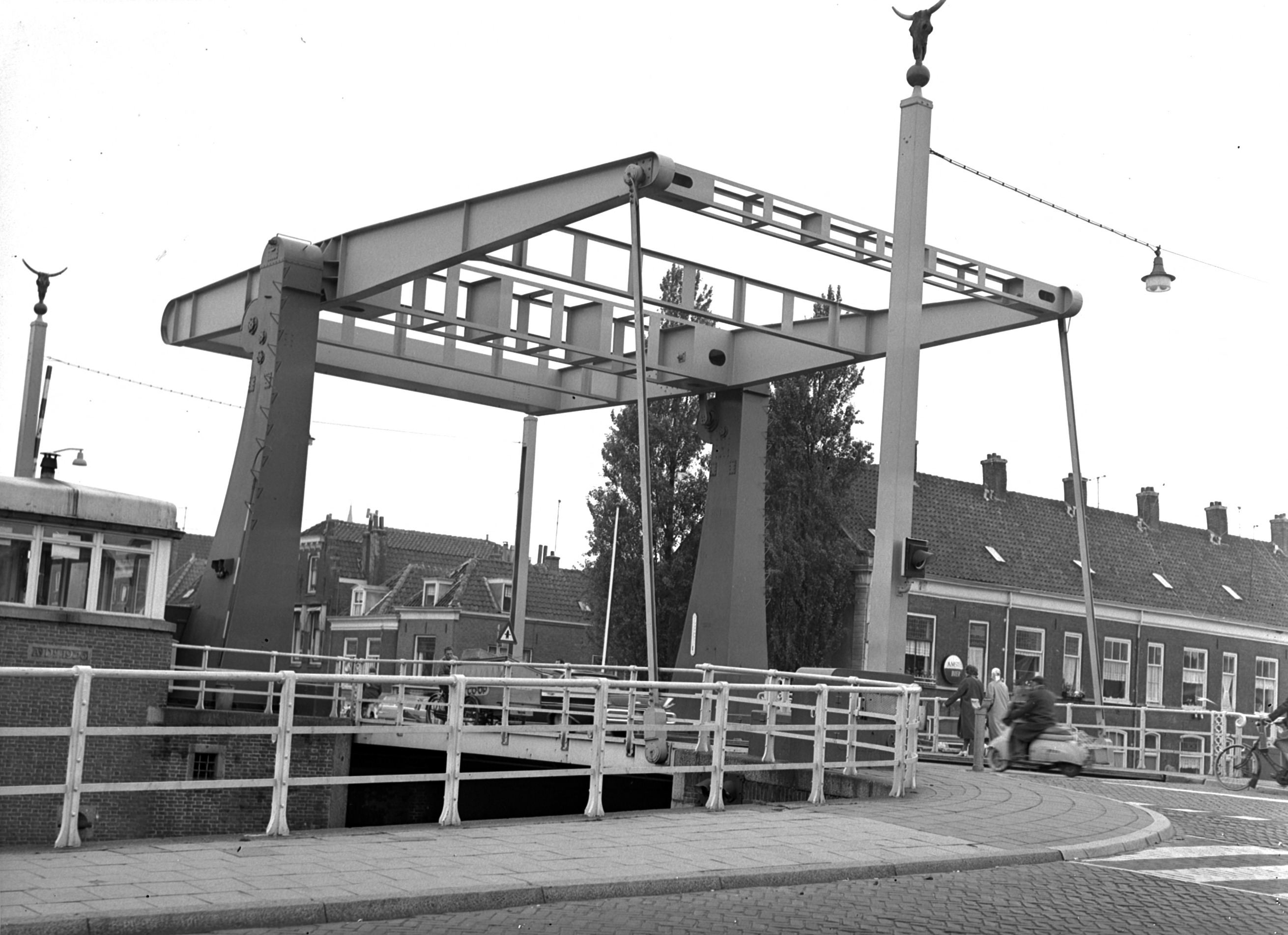
Koepoortbrug in 1962

De Koepoortbrug is een brug in de stad Delft, in de Nederlandse provincie Zuid-Holland. De brug, over het Rijn-Schiekanaal, is een ophaalbrug voor al het gemotoriseerde verkeer. De doorvaartwijdte van het beweegbaar gedeelte bedraagt 10,35 m. De doorvaarthoogte in gesloten toestand is 2,50 m. De brug kan voor bediening via de marifoon worden aangeroepen via de bedieningscentrale Leidschendam op VHF-kanaal 18.
De naam is afgeleid uit het feit dat er vroeger vee en vooral koeien over de brug (en door de toenmalige Koepoort) werden gebracht om in de weilanden te overnachten. Vroeger waren er in het oostelijke deel van de binnenstad verscheidene boerderijen in bedrijf. Er hangt een koeienkop met horens op de kop op de Koepoortbrug.
De huidige plaats van de brug is niet de originele plaats van de Koepoort. De originele (eeuwen oude) brug aan het verlengde van de Vlamingstraat werd vervangen door een dubbele ophaalbrug in 1893. In 1899 werd de Nieuwe Langendijk gedempt en pas in 1936 werd de nieuwe Koepoortbrug aan het verlengde daarvan gelegd. Deze elektrisch beweegbare brug had als decoratie bovenop de vier stijlen waarin de slagbomen geborgen waren, vier koeienschedels.
Ten oosten van de brug werd anno 2006 gewerkt aan een ondergrondse parkeergarage. De bouw van de Koepoortgarage zou in 2007 zijn afgerond maar door bouwtechnische problemen is dat 2010 geworden.